# Leptodeuterocopus citrogaster
Leptodeuterocopus citrogaster là một loài bướm đêm thuộc họ Pterophoridae. Nó được tìm thấy ở Moluccas. Nó là loài điển hình của chi Leptodeuterocopus